# Masters de Roma 1978
El Abierto de Italia 1978 fue la edición del 1978 del torneo de tenis Masters de Roma. El torneo masculino fue un evento del circuito ATP 1978 y se celebró desde el 22 de mayo hasta el 29 de mayo.  El torneo femenino fue un evento del circuito WTA 1978 y se celebró desde el 22 de mayo hasta el 28 de mayo.

## Campeones

### Individuales Masculino
Björn Borg vence a  Adriano Panatta, 1–6, 6–3, 6–1, 4–6, 6–3

### Individuales Femenino
Regina Maršíková vence a  Virginia Ruzici, 7–5, 7–5

### Dobles Masculino
Victor Pecci /  Belus Prajoux vencen a  Jan Kodeš /  Tomáš Šmíd, 6–7, 7–6, 6–1

### Dobles Femenino
Mima Jaušovec /  Virginia Ruzici vencen a  Florenţa Mihai /  Betsy Nagelsen, 6-2, 2-6, 7-5